# Loricera decempunctata
Loricera decempunctata är en skalbaggsart som beskrevs av Johann Friedrich von Eschscholtz. Loricera decempunctata ingår i släktet Loricera och familjen jordlöpare. Inga underarter finns listade i Catalogue of Life.